# Edisons 1967

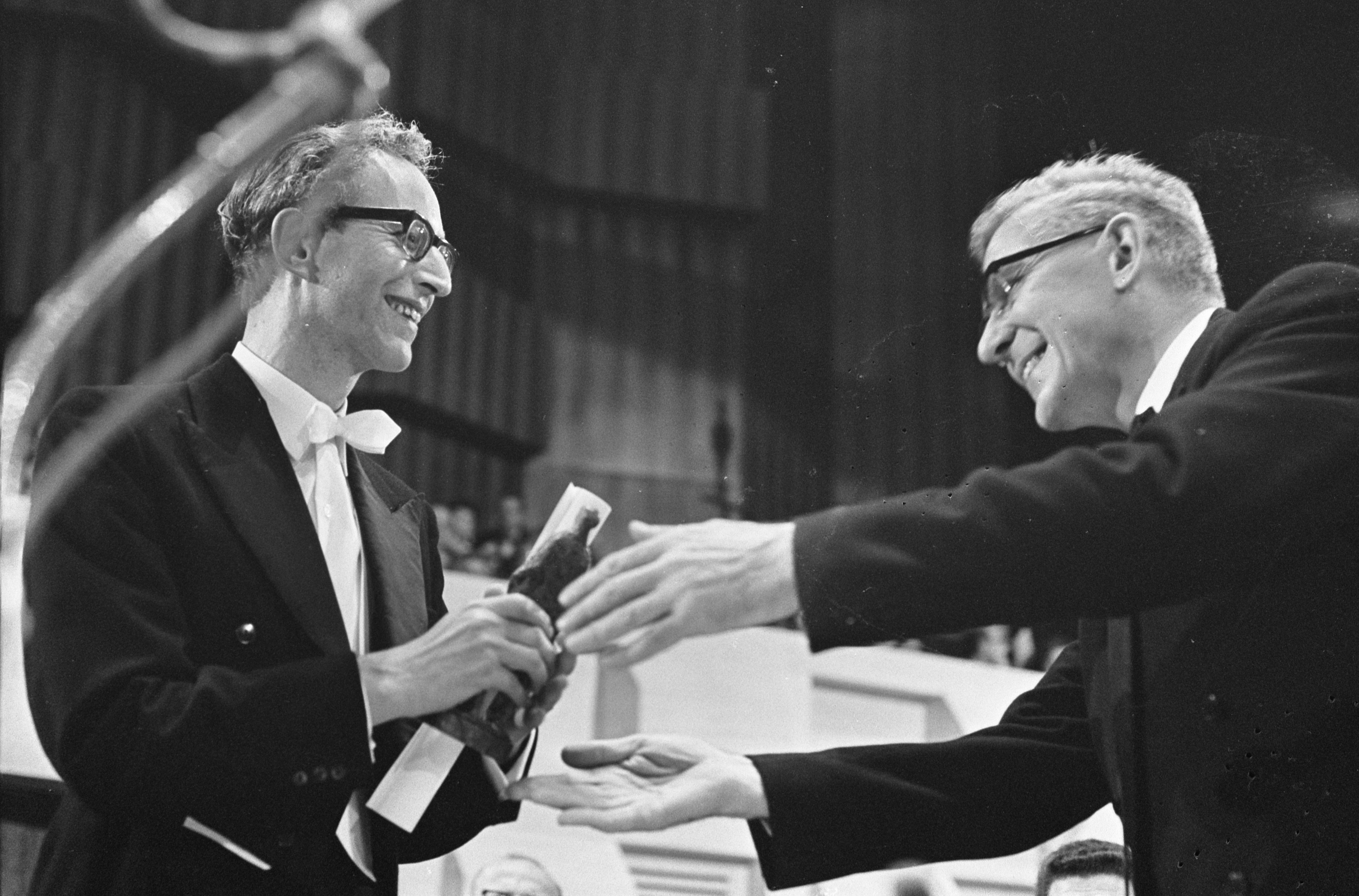
Edison Klassiek 1967 voor Kees Otten

Na het fiasco van 1966 waarbij geen  Edisons waren uitgereikt, werden er in 1967 weer Edisons uitgereikt. De jury was na de ophef van het jaar daarvoor – waarbij een jurylid zijn collega's beschuldigde van vriendjespolitiek – in haar geheel vervangen.
Voor het eerst werden de Edisons niet uitgereikt tijdens een Grand Gala du Disque. Volgens de organisatie was het te moeilijk om alle artiesten op tijd te boeken. Het Gala was verplaatst naar het voorjaar van 1968.

## Winnaars
Internationaal
- The Beach Boys voor Pet Sounds
- The Beatles voor Revolver
- John Coltrane voor Ascension
- Jean Ferrat voor Jean Ferrat
- Donovan voor Mellow Yellow
- Four Tops voor Live
- Frank Sinatra voor Sinatra at the Sands

Nationaal
- Cuby & the Blizzards voor Desolation
- Boudewijn de Groot voor Voor de overlevenden
- Ramses Shaffy voor Ramses II
- Diverse artiesten voor Zo zingt de Jordaan
- Boy's Big Band voor Finch Eye
- Justus Bonn & de Damrakkertjes voor Bah, September

1960 · 1961 · 1962 · 1963 · 1964 · 1965 · 1966 · 1967 · 1968 · 1969 · 1970 · 1971 · 1972 · 1973 · 1974 · 1975 · 1976 · 1977 · 1978 · 1979 · 1980 · 1981 · 1982 · 1983 · 1984 · 1985 · 1986 · 1987 · 1988 · 1989 · 1990 · 1991 · 1992 · 1993 · 1994 · 1995 · 1996 · 1997 · 1998 · 1999 · 2000 · 2001 · 2002 · 2003 · 2004 · 2005 · 2006 · 2007 · 2008 · 2009 · 2010 · 2011 · 2012 · 2013 · 2014 · 2015 · 2016 · 2017 · 2018 · 2019 · 2020 · 2021 · 2022 · 2023 · 2024